# Basilique Sainte-Clotilde de Paris
Pour les articles homonymes, voir Basilique Sainte-Clotilde.
La basilique Sainte-Clotilde de Paris est une basilique mineure de l'Église catholique située parvis Maurice-Druon dans le 7e arrondissement de Paris, l'une des cinq basiliques mineures de Paris,[réf. nécessaire], élevée à ce rang par le pape Léon XIII en 1898, en commémoration du 14e centenaire du baptême de Clovis.

## Historique

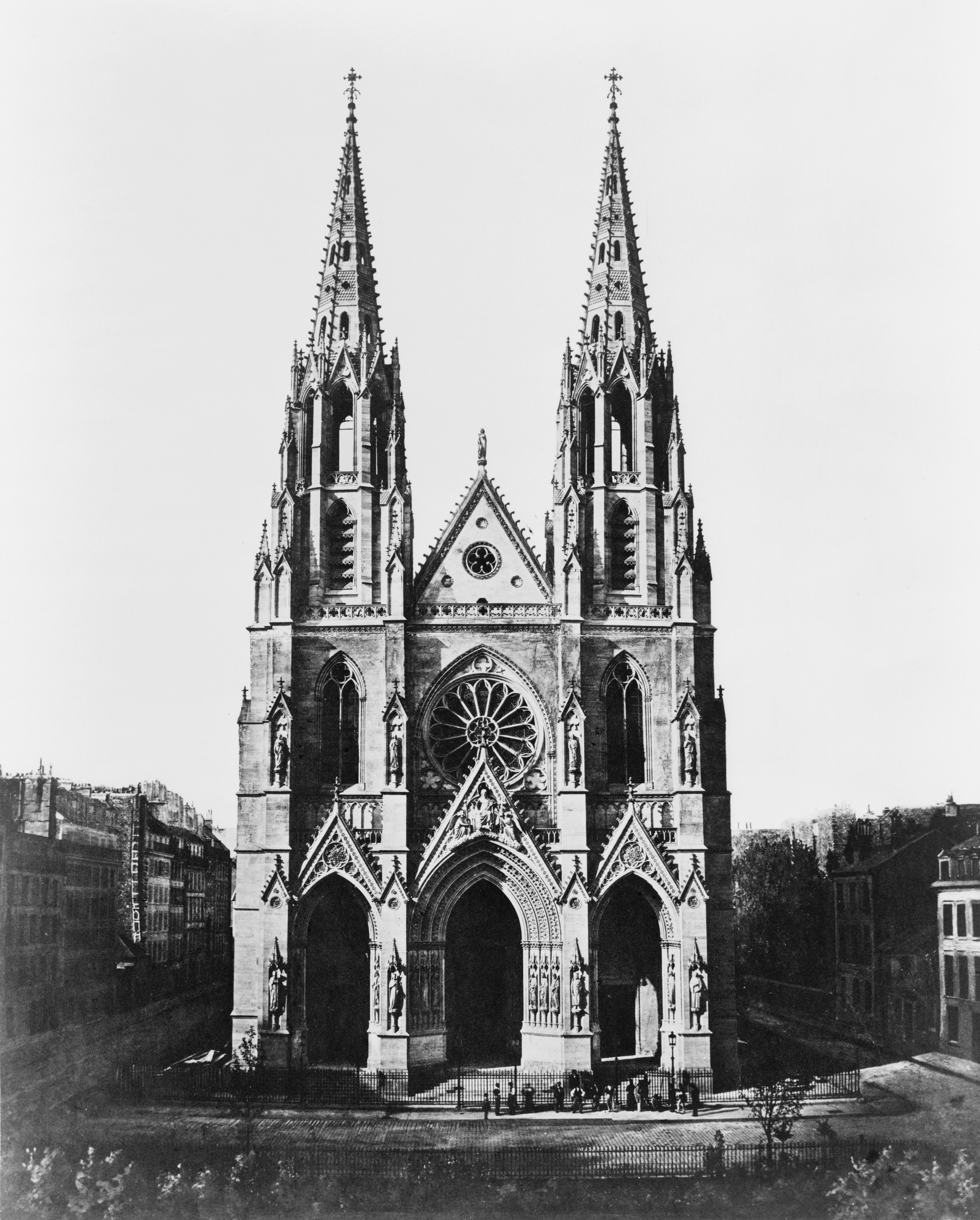
L'église Sainte-Clotilde vers 1860, photographie d'Édouard Baldus.

Lorsqu'en 1790, la communauté des Filles Pénitentes établie à l'angle de la rue de Grenelle-Saint-Germain et de l'esplanade des Invalides est supprimée et ses bâtiments vendus comme biens nationaux, sa chapelle devient une église paroissiale dépendant de la paroisse Saint-Thomas-d'Aquin puis elle est démolie en 1838.
Dès 1825, l'administration municipale reconnaît la nécessité d'élever une nouvelle église pour la paroisse Saint-Valère afin de remplacer celle de l'ancienne chapelle du couvent Sainte-Valère, très petite, mais ce n'est qu'en 1827 qu'on se décide à l'édifier, place Bellechasse sur une partie du terrain de l'ancien couvent des Dames de Bellechasse. Le nouveau bâtiment doit s'appeler « église Saint-Charles », du nom du roi de France Charles X alors régnant.
Le projet reste dans les cartons jusqu'en 1846, date à laquelle il est repris. Il est cependant convenu qu'on substitue le nom de Sainte-Clotilde à celui de Saint-Charles. L'église est alors construite sur les instances de la reine du Portugal, Amélie d'Orléans, par l'architecte François-Christian Gau. Celui-ci meurt en 1854 et il est remplacé par Théodore Ballu, l'architecte de l'église de la Sainte-Trinité de Paris. Le bâtiment de style néogothique est achevé en 1857 et consacré le 30 novembre de la même année par l'archevêque de Paris François Nicolas Madeleine Morlot. L'église est alors dédiée à sainte Clotilde ainsi qu'à sainte Valérie de Limoges (vierge et martyre de Limoges).
Le 29 avril 1898, à l'occasion du 14e centenaire du baptême de Clovis — dont la deuxième femme est sainte Clotilde — l'église est élevée à la dignité de basilique mineure par le pape Léon XIII. En 2007, Goudji dessine et réalise le nouveau maître-autel.

## Les recteurs et vicaires de Sainte-Clotilde
Depuis sa création, les curés successifs de Sainte-Clotilde ont été :
- L'abbé Hamelin (1857–1883) ;
- Mgr Gardey (1883–1914) ;
- Le chanoine Paul Verdrie* (1914–1946) ;
- Le chanoine Hubert (1946–1974) ;
- L'abbé Caryl-Kamnitzer (1974–1986) ;
- Le chanoine Choné (1986–1992) ;
- L'abbé Alain Maillard de La Morandais** (1992–1995) ;
- Mgr Antoine de Vial (1995–2003) ;
- Le père Matthieu Rougé (septembre 2003–2012) ;
- Le père Laurent Stalla-Bourdillon (septembre 2012–2018) ;
- Le père Marc Lambret (septembre 2018–présent).

Vicaires :
L'abbé Arthur Mugnier, surnommé le « confesseur des duchesses », et qui laisse un journal intime, en est l'un des vicaires. L'abbé Henri Chaumont, vicaire de la paroisse de 1869 à 1874, fonde en 1872 avec Caroline Carré de Malberg la Société des filles de Saint-François-de-Sales dont la maison-mère s'installe à Lorry-lès-Metz. L'abbé Albert Colombel est premier vicaire en 1914. L'abbé Paul Verdrie*, curé de la basilique, célèbre le service funèbre du général Joseph Gallieni, le 27 mai 1916, à la cathédrale Saint-Louis des Invalides. L'abbé Bernard Bouveresse, grand résistant, est après-guerre vicaire à Sainte-Clotilde, et ce jusqu'à sa retraite. En 1993, le recteur de Sainte-Clotilde, l'abbé Alain Maillard de La Morandais** est nommé aumônier des parlementaires. En 1992, le cardinal Jean-Marie Lustiger, archevêque de Paris, crée le service pastoral d'études politiques, dont il confie en 1995 la direction au père Antoine de Vial qui reçoit la prélature pontificale en 2001.
De 2005 à 2012, le père Matthieu Rougé (évêque de Nanterre) occupe les deux fonctions. En septembre 2012, le père Laurent Stalla-Bourdillon, ancien vicaire de l'église de Saint-Germain-des-Prés, est nommé recteur de l'église Sainte-Clotilde et directeur du Service pastoral d'études politiques (Spep). Il conserva cette fonction jusqu'en juin 2018. Depuis septembre 2018, le père Marc Lambret, ancien curé de l'église Saint-Pierre de Montrouge, en est le recteur. Il est également aumônier parlementaire. Il est secondé par un vicaire et deux prêtres en résidence.

## Architecture
Cette basilique néogothique — une des premières construites en France dans ce style — a une longueur de 96 mètres et une largeur de 38 mètres. Ses deux flèches en façade s'élèvent à 70 mètres.
L'intérieur est clair et orné de vitraux (roses d'Émile Thibaud, vitrailliste du XIXe siècle), de peintures de Jules-Eugène Lenepveu (chapelle de la Sainte-Vierge), de sculptures de James Pradier et Francisque Duret (Chemin de croix) ainsi que d'un cycle de sculptures d'Eugène Guillaume représentant la conversion de sainte Valérie de Limoges, sa condamnation à mort, la décapitation et l'apparition à saint Martial de Limoges. Le chœur de l'église est dessiné par l'architecte François-Christian Gau de la cathédrale de Cologne, ville dont il est originaire.
L'édifice domine le square Samuel-Rousseau avec ses marronniers, ses sophoras et ses arbres de Judée.
La basilique a inspiré l'architecte Léon Vautrin pour la construction de la façade de la cathédrale du Sacré-Cœur de Canton (Chine) entre 1863 et 1888.

Vues extérieures
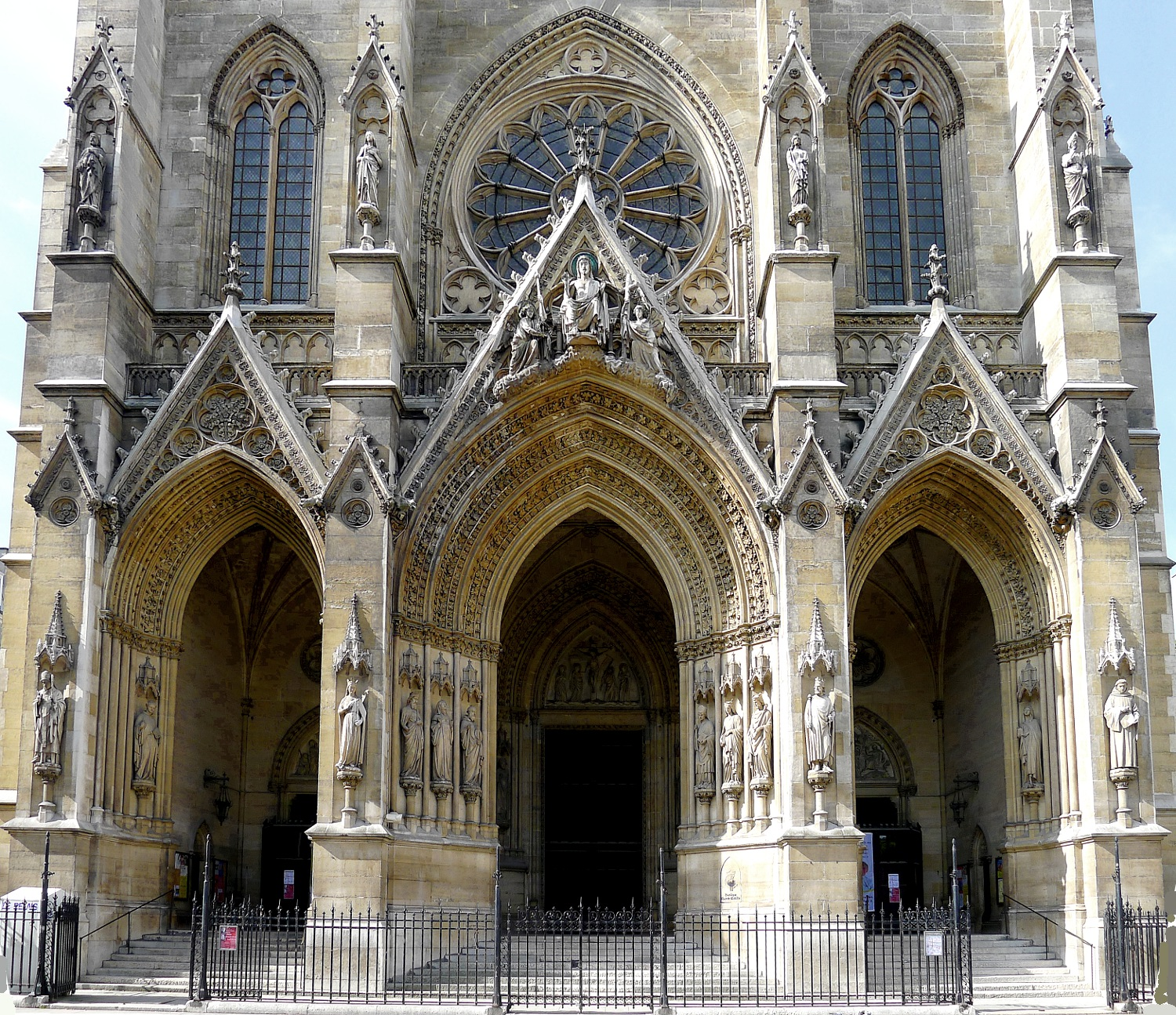
Le porche.
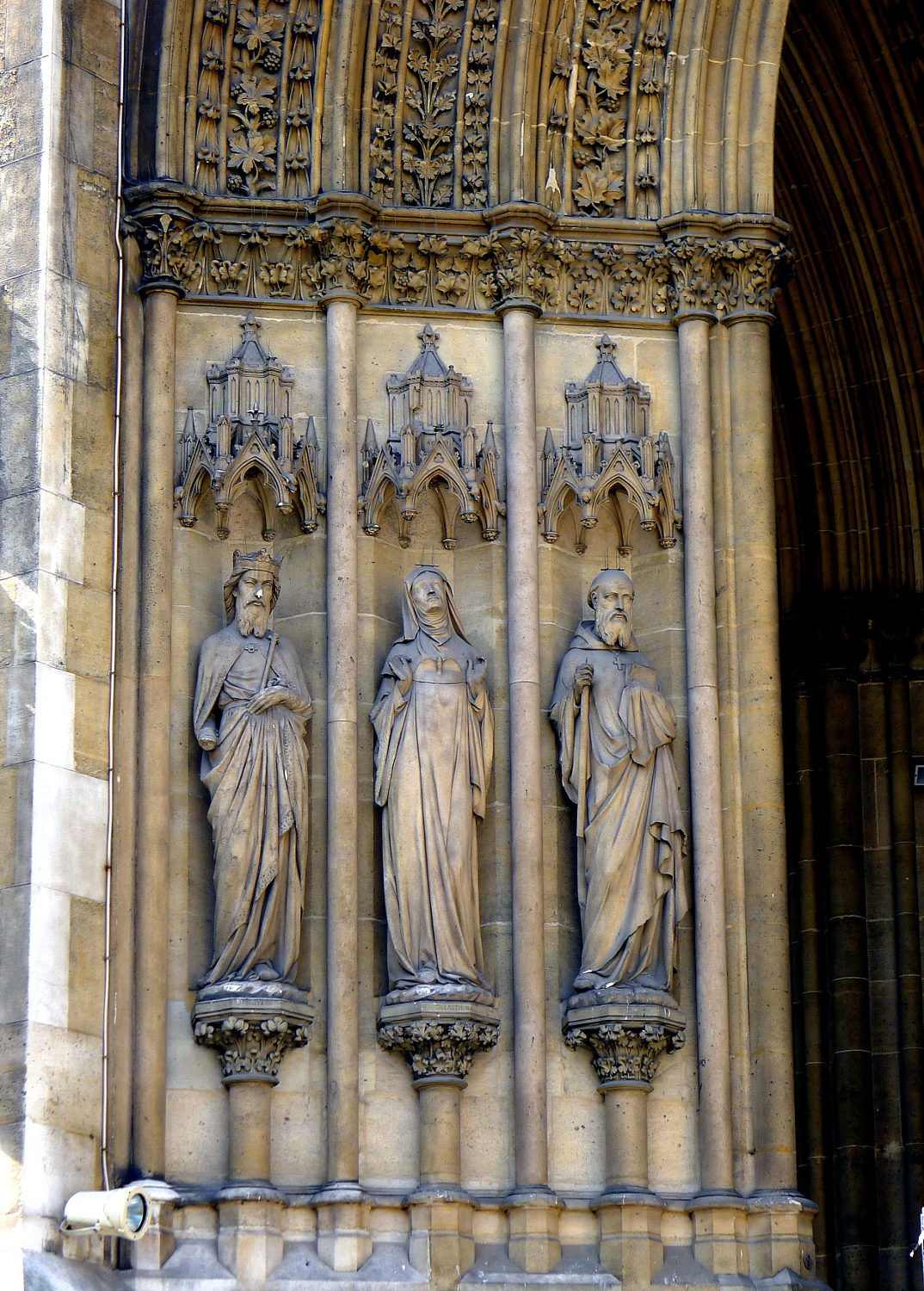
Figures en pied du portail principal.
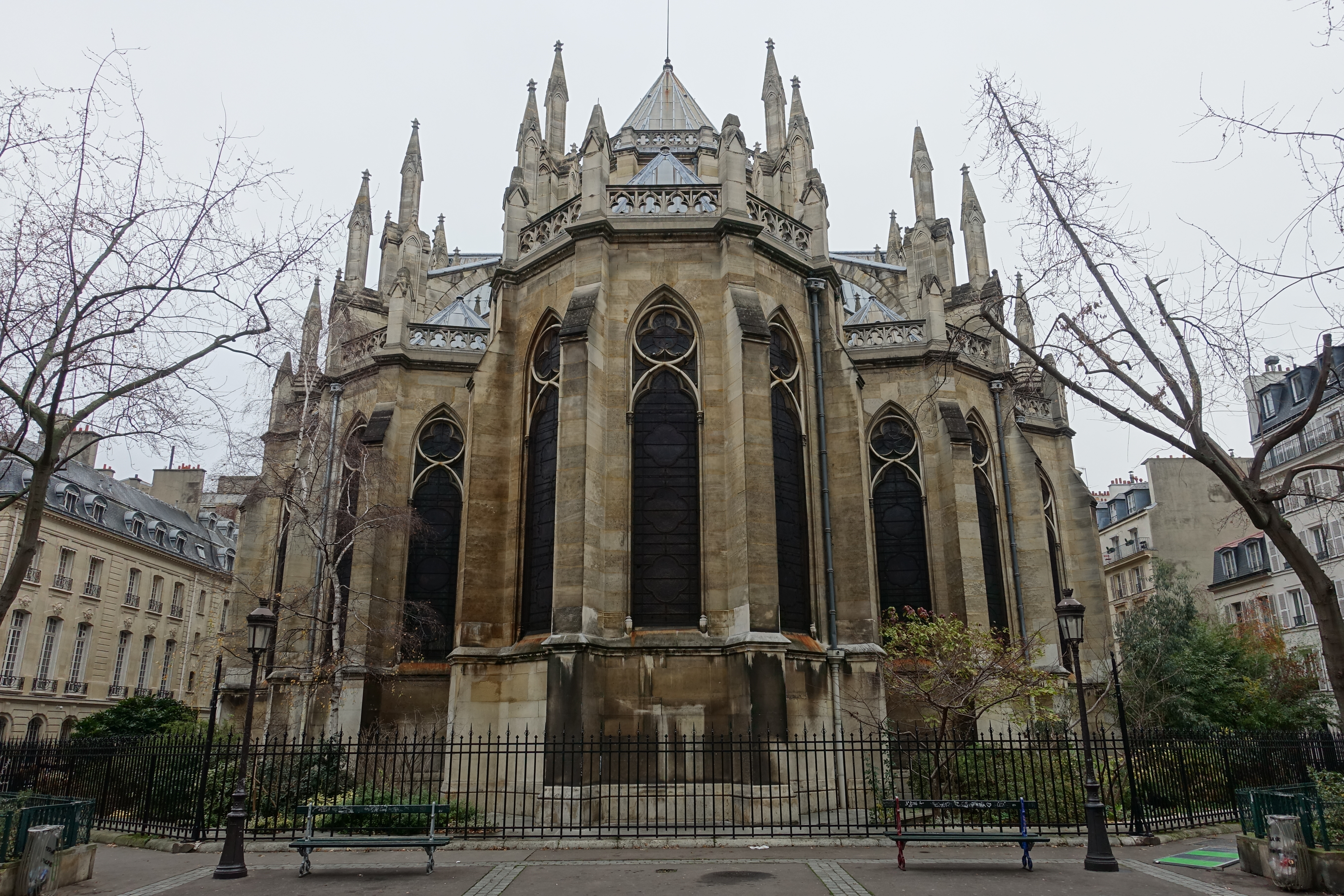
Chapelles absidiales.

Vues intérieures
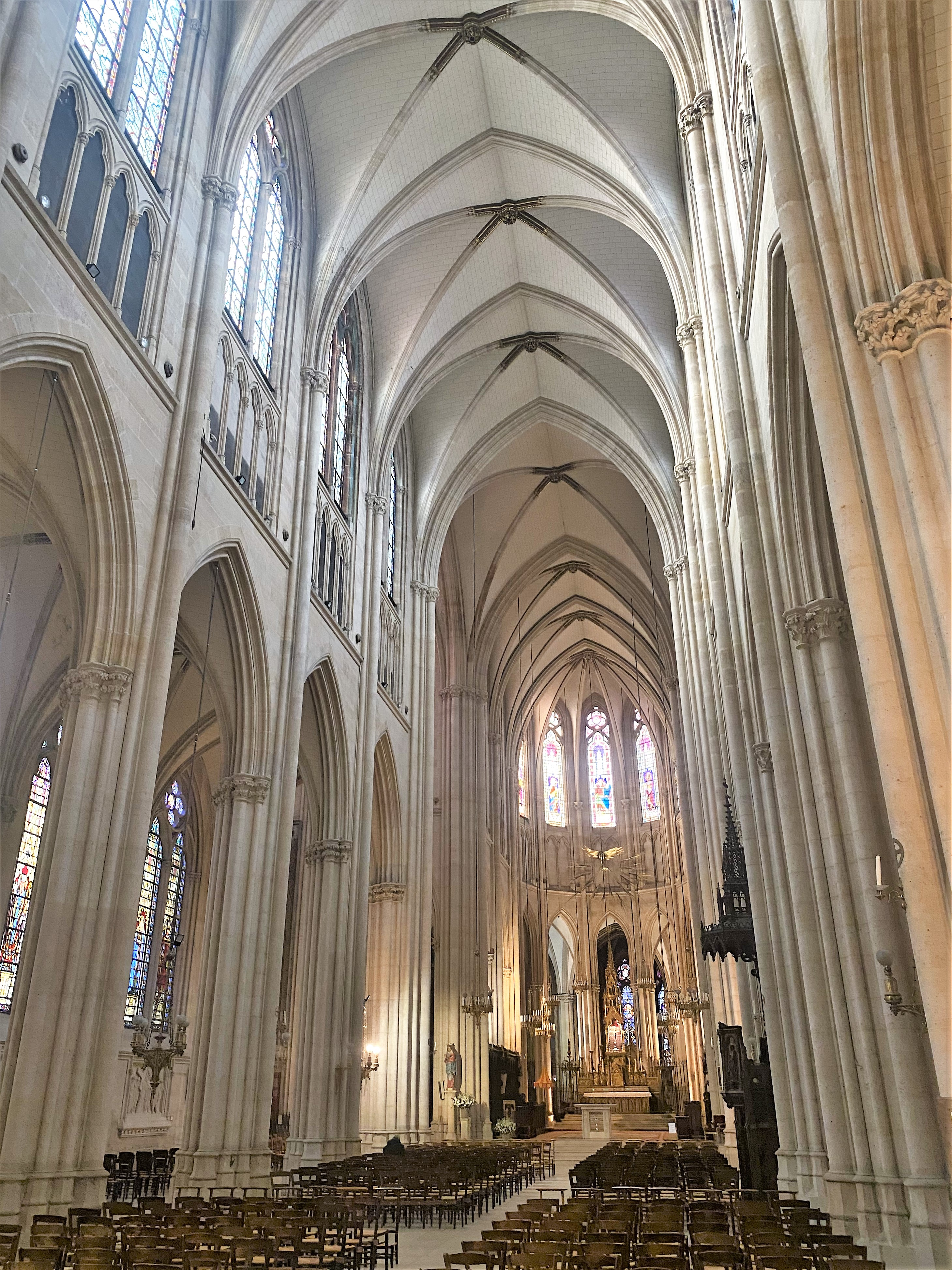
La nef côté chœur.
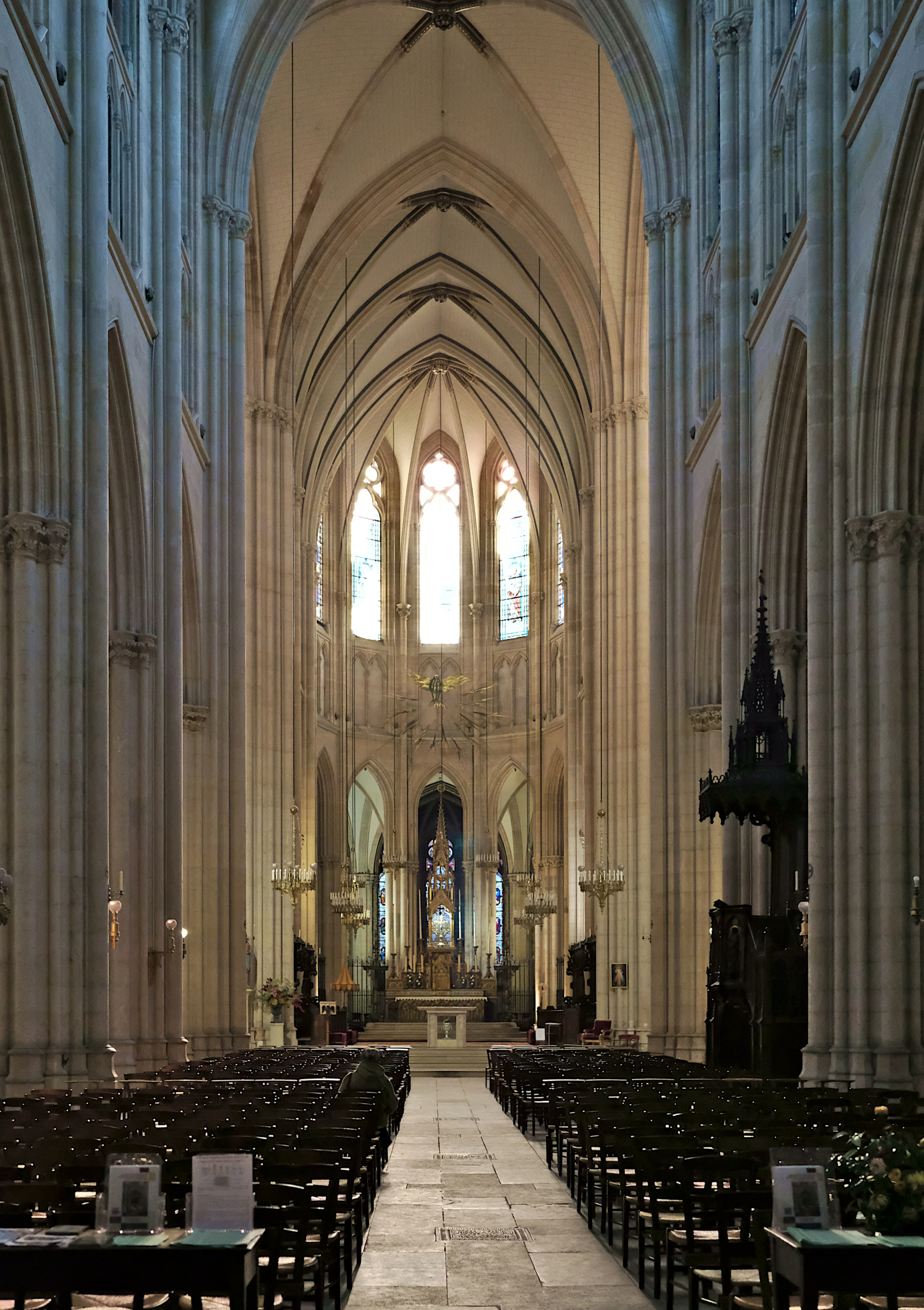
Autre vue.
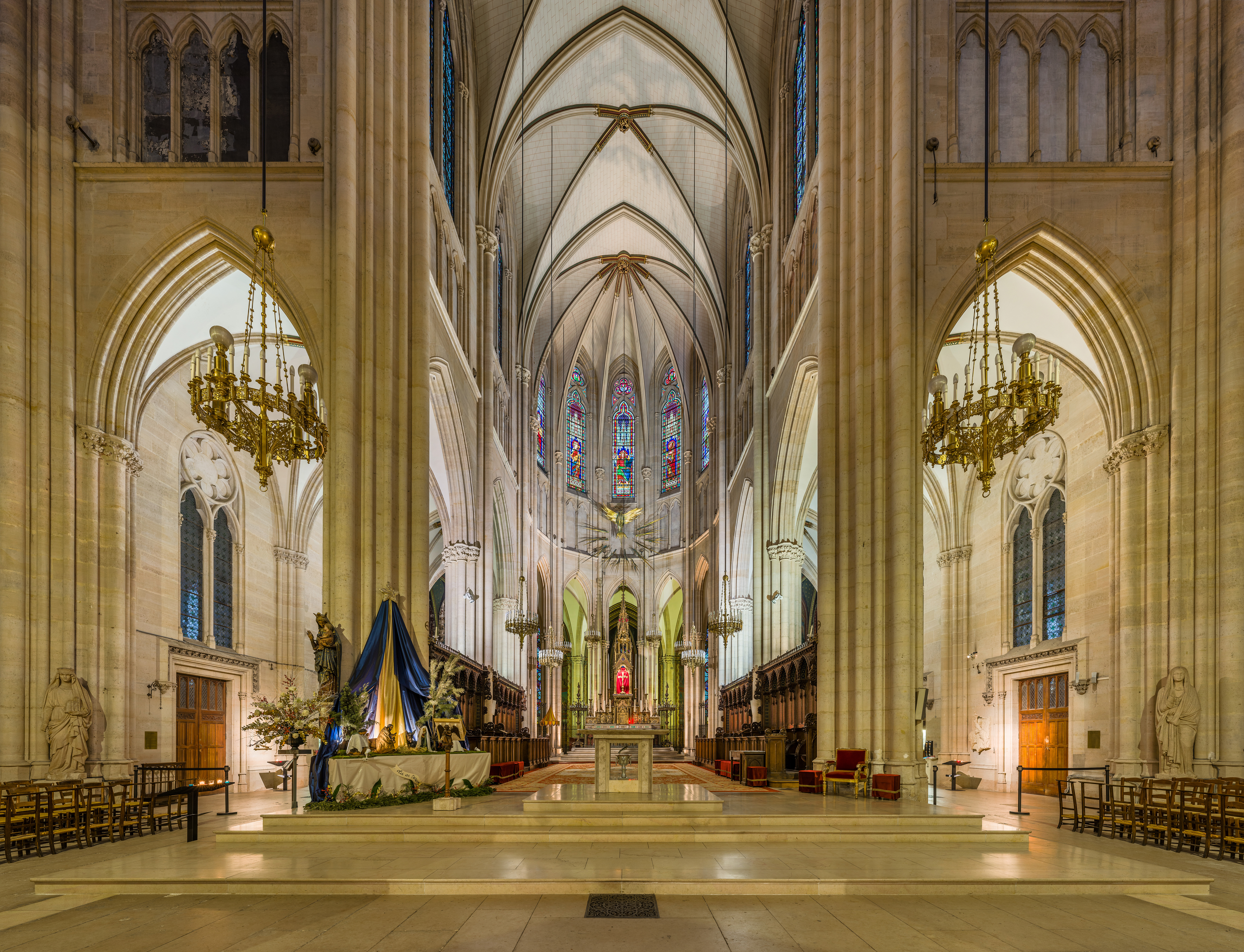
Le chœur.
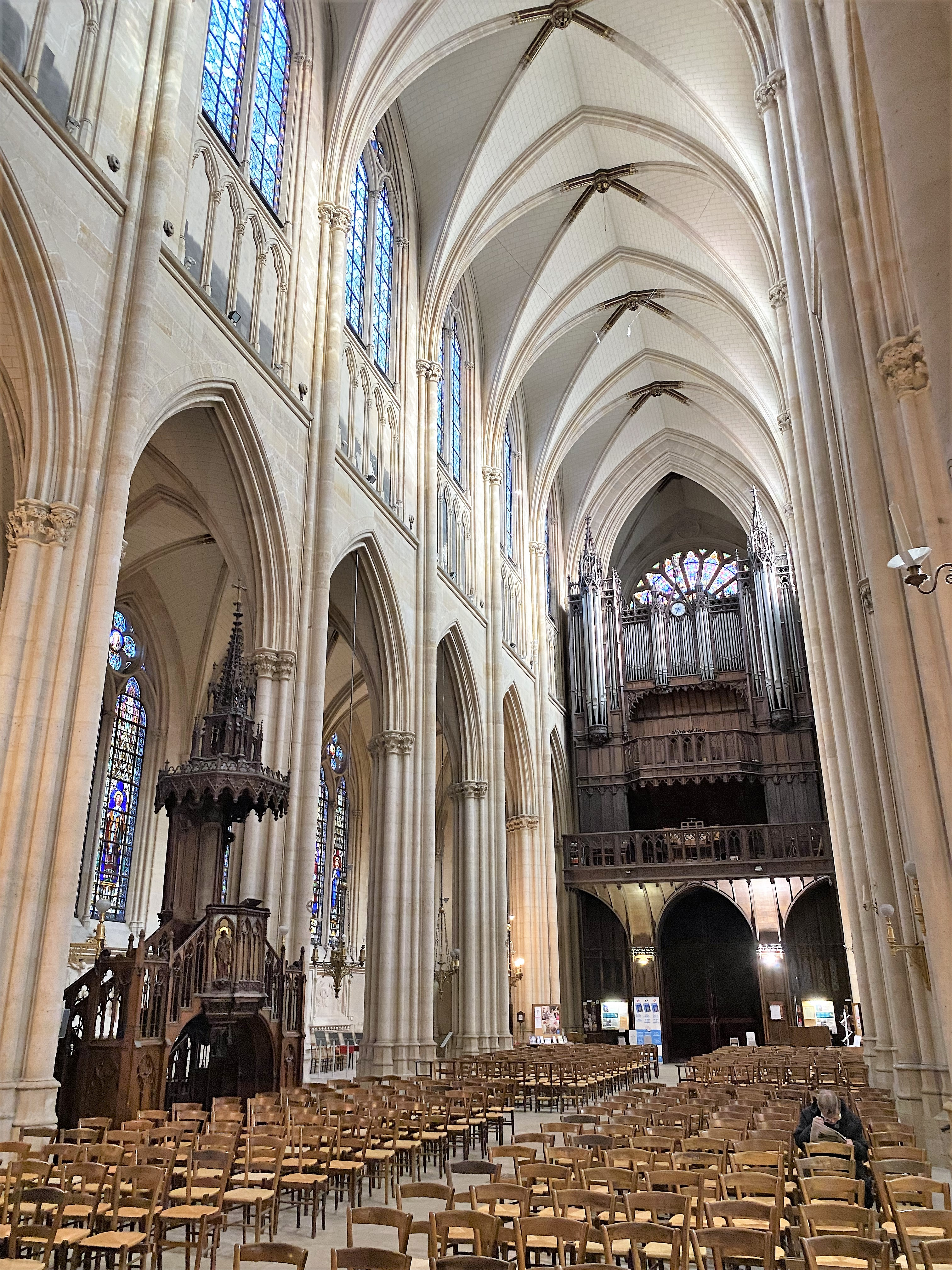
La nef côté chaire et tribune d'orgue.
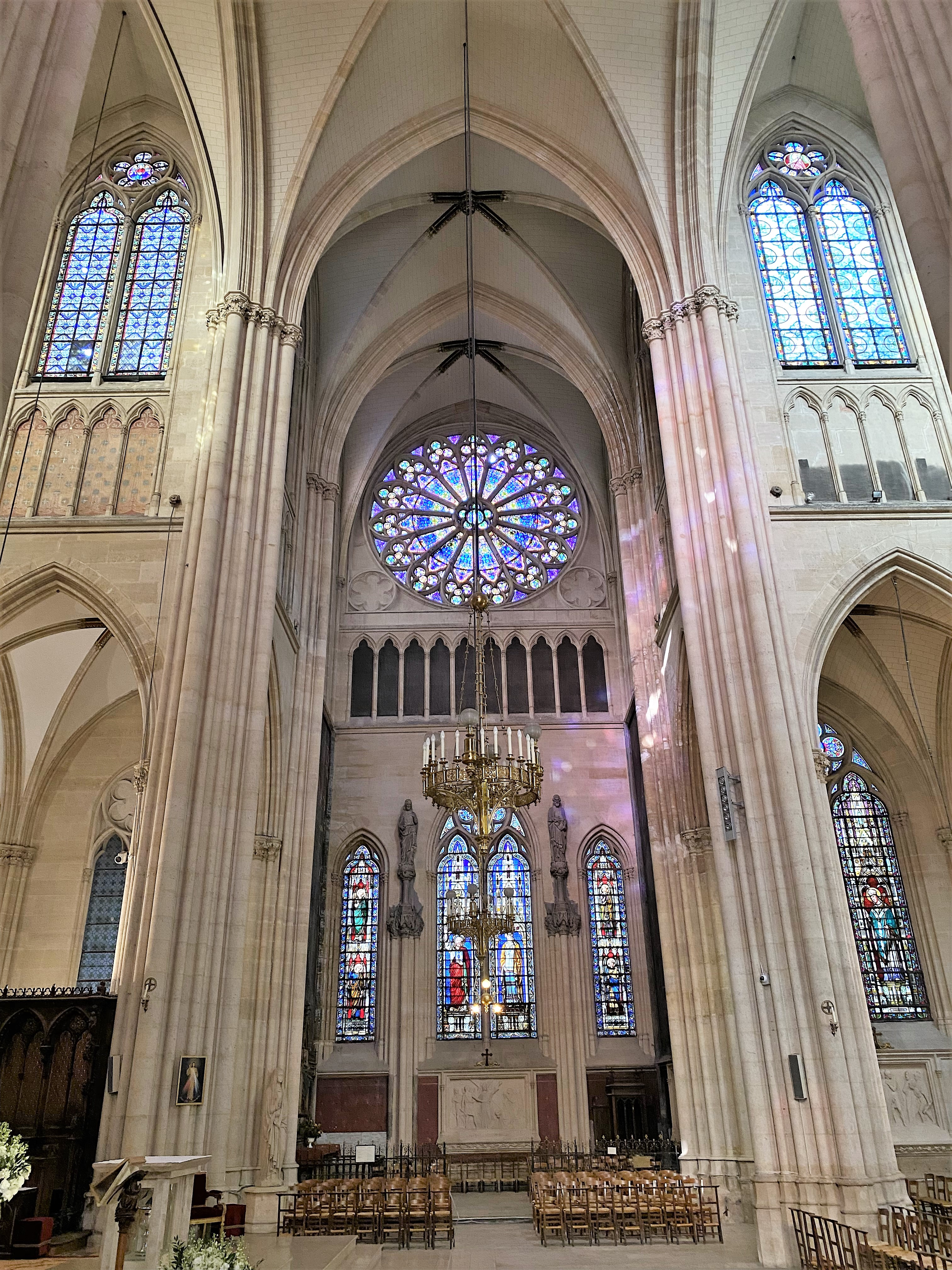
Transept droit, chapelle sainte Valérie de Limoges.
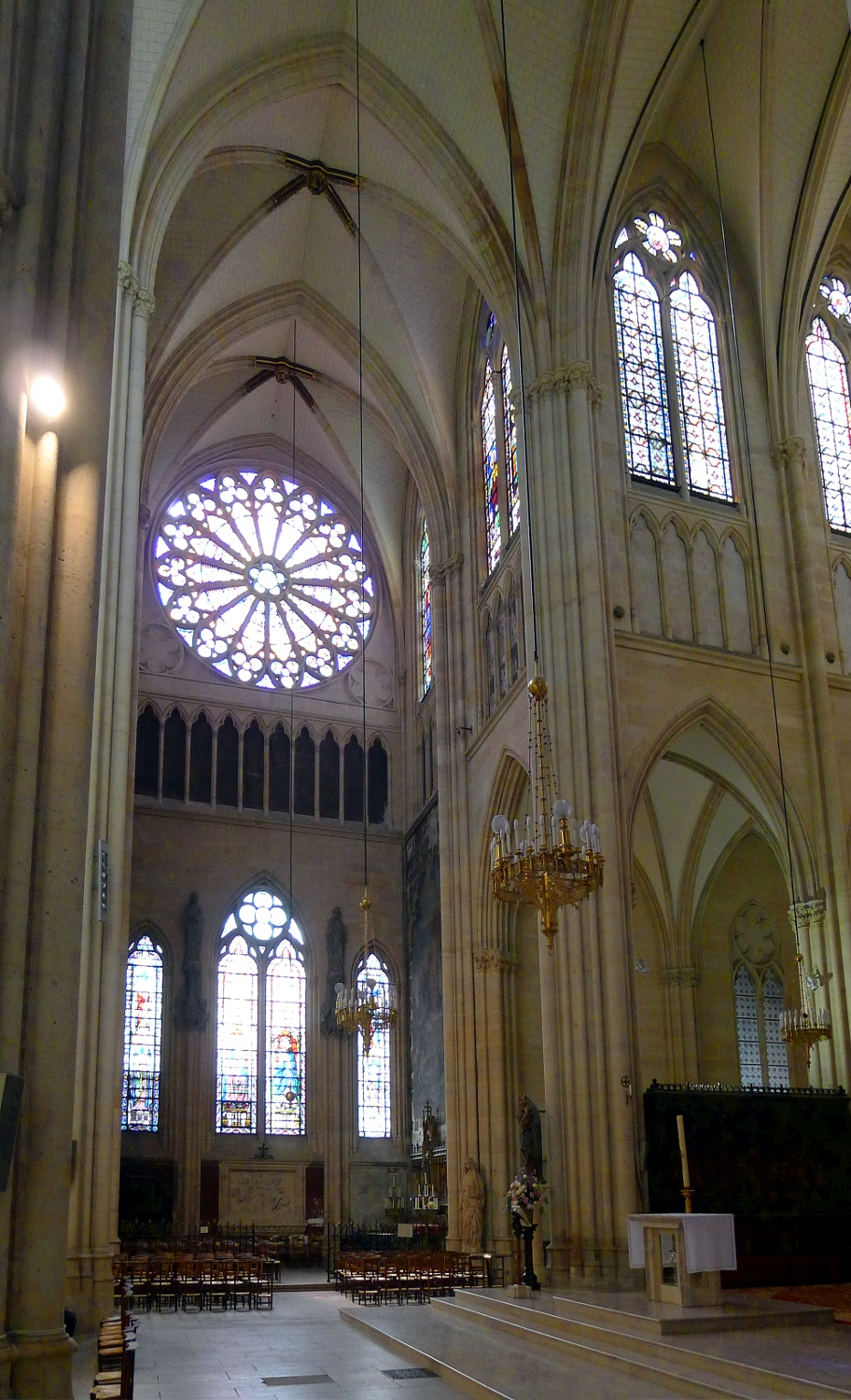
Transept gauche, chapelle Sainte-Clotilde.
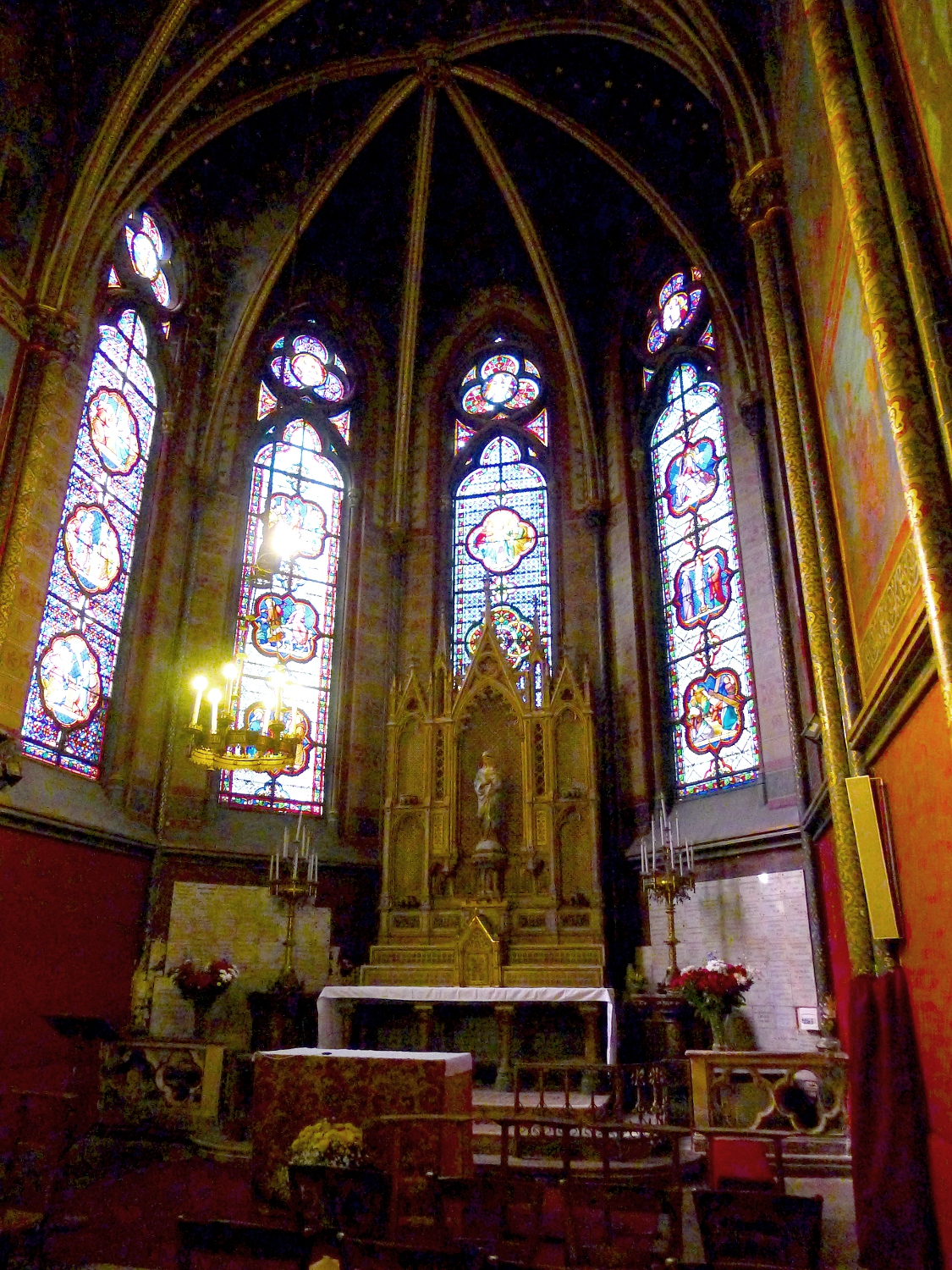
Chapelle de la Vierge.

Mobilier et œuvres d'art
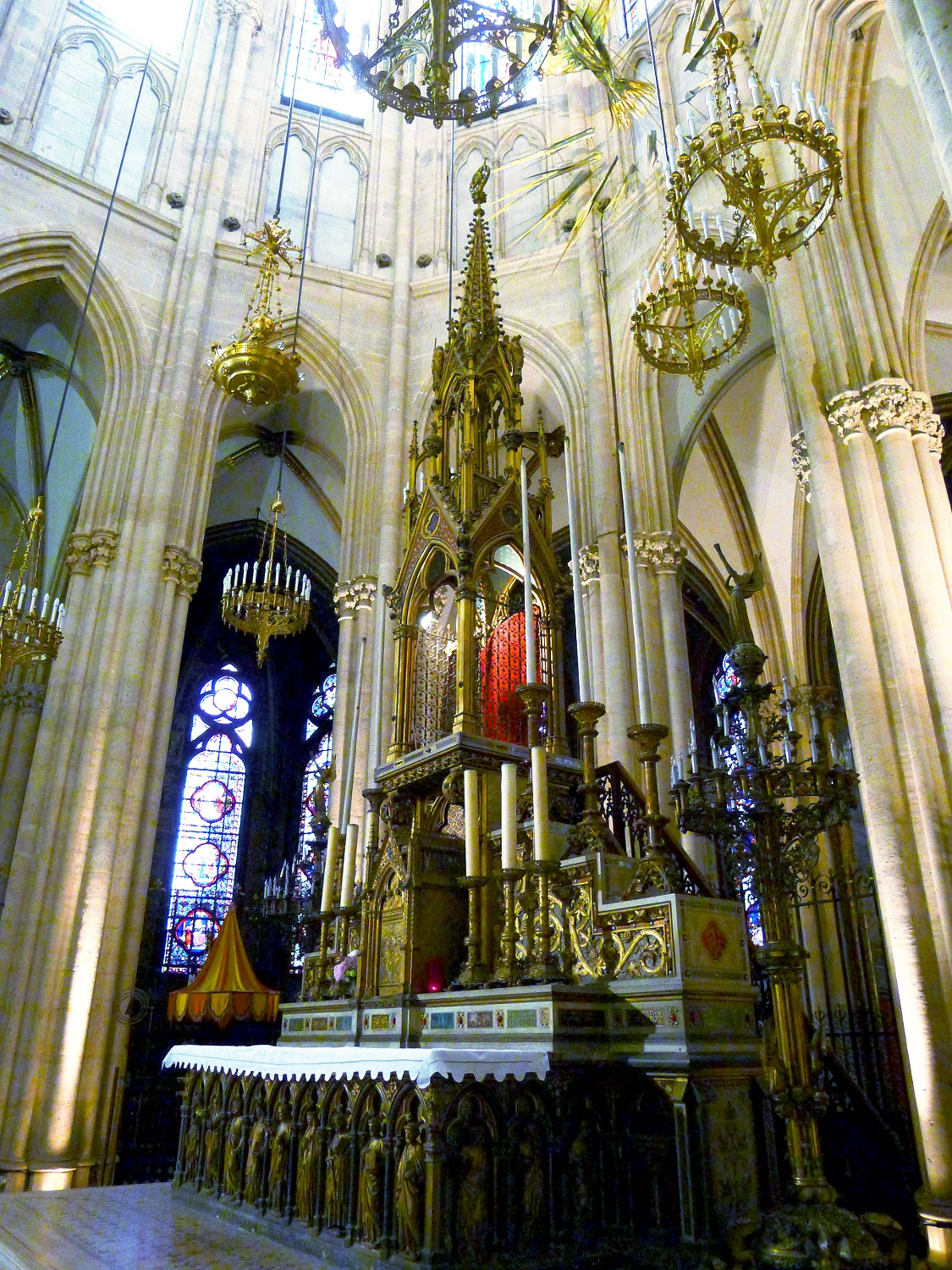
L'autel principal.
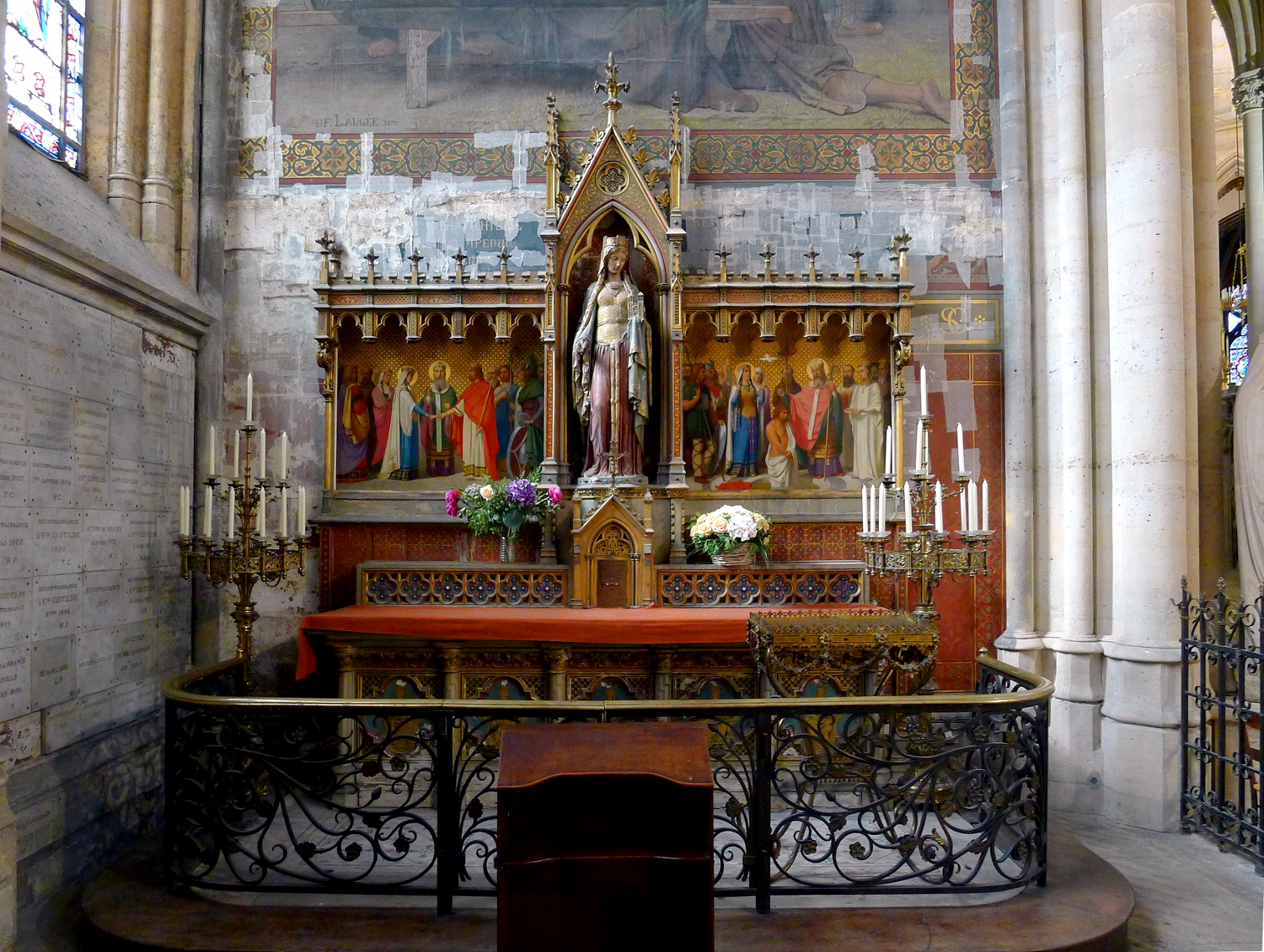
Autel du transept gauche de la chapelle Sainte-Clotilde.
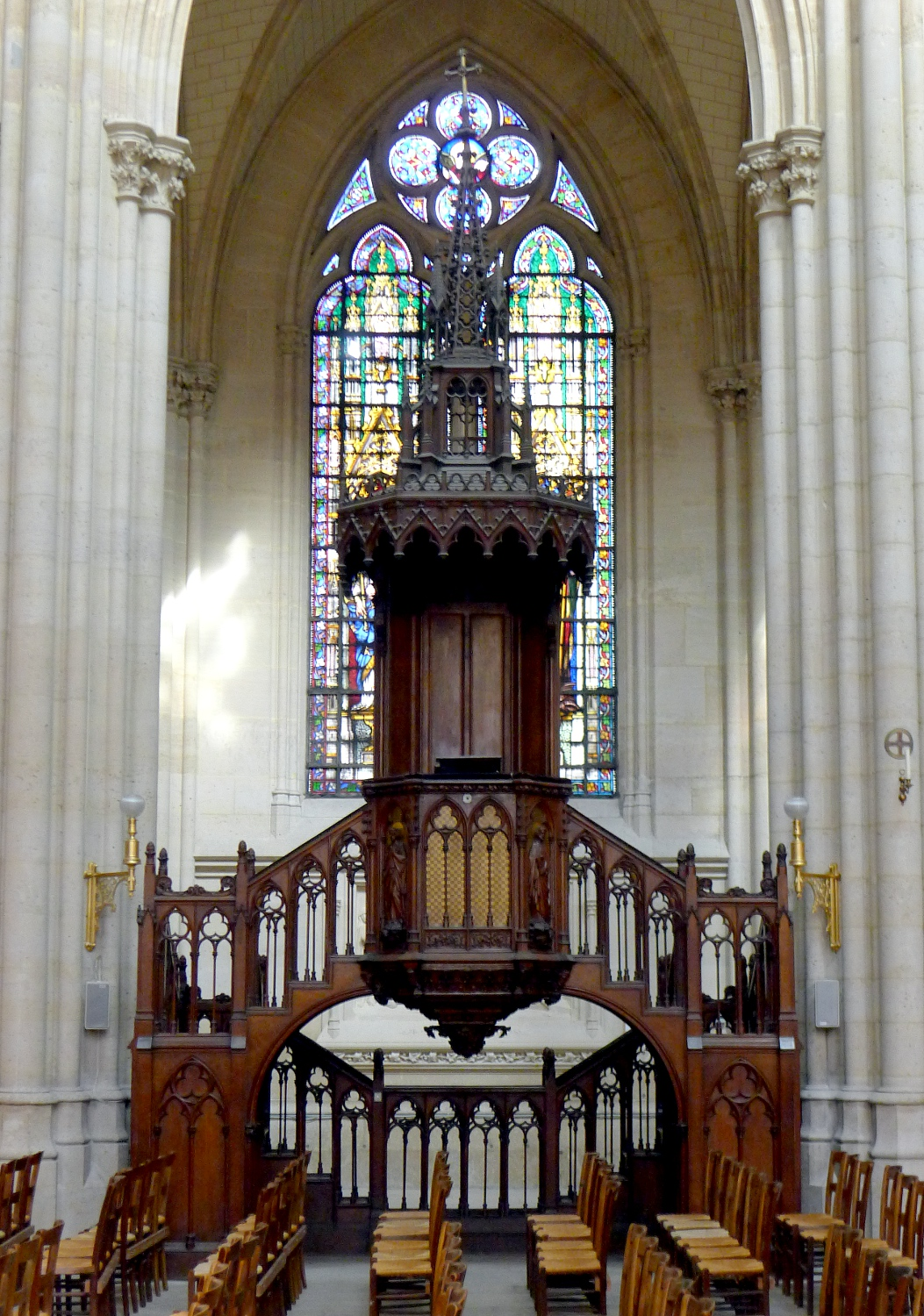
La chaire de la nef principale.
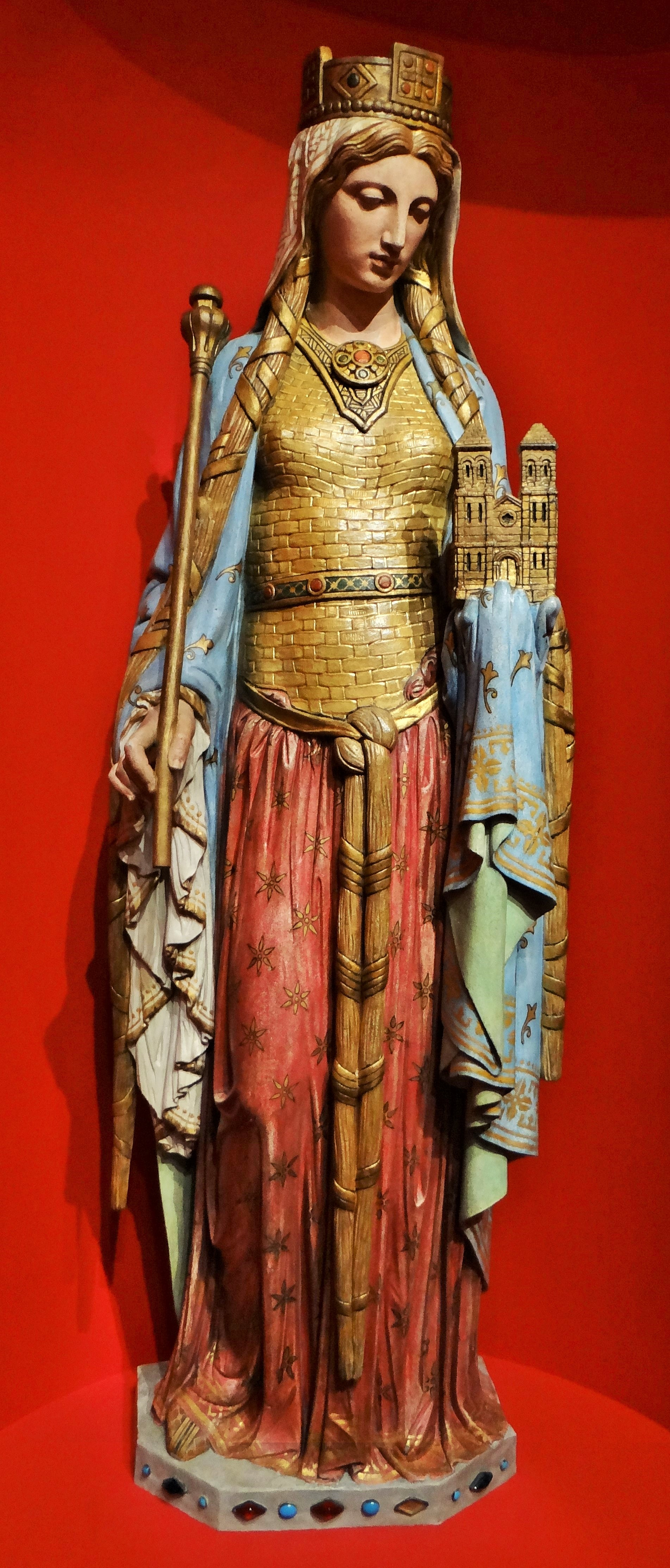
Eugène Guillaume et Alexandre Denuelle, Sainte-Clotilde (1854).
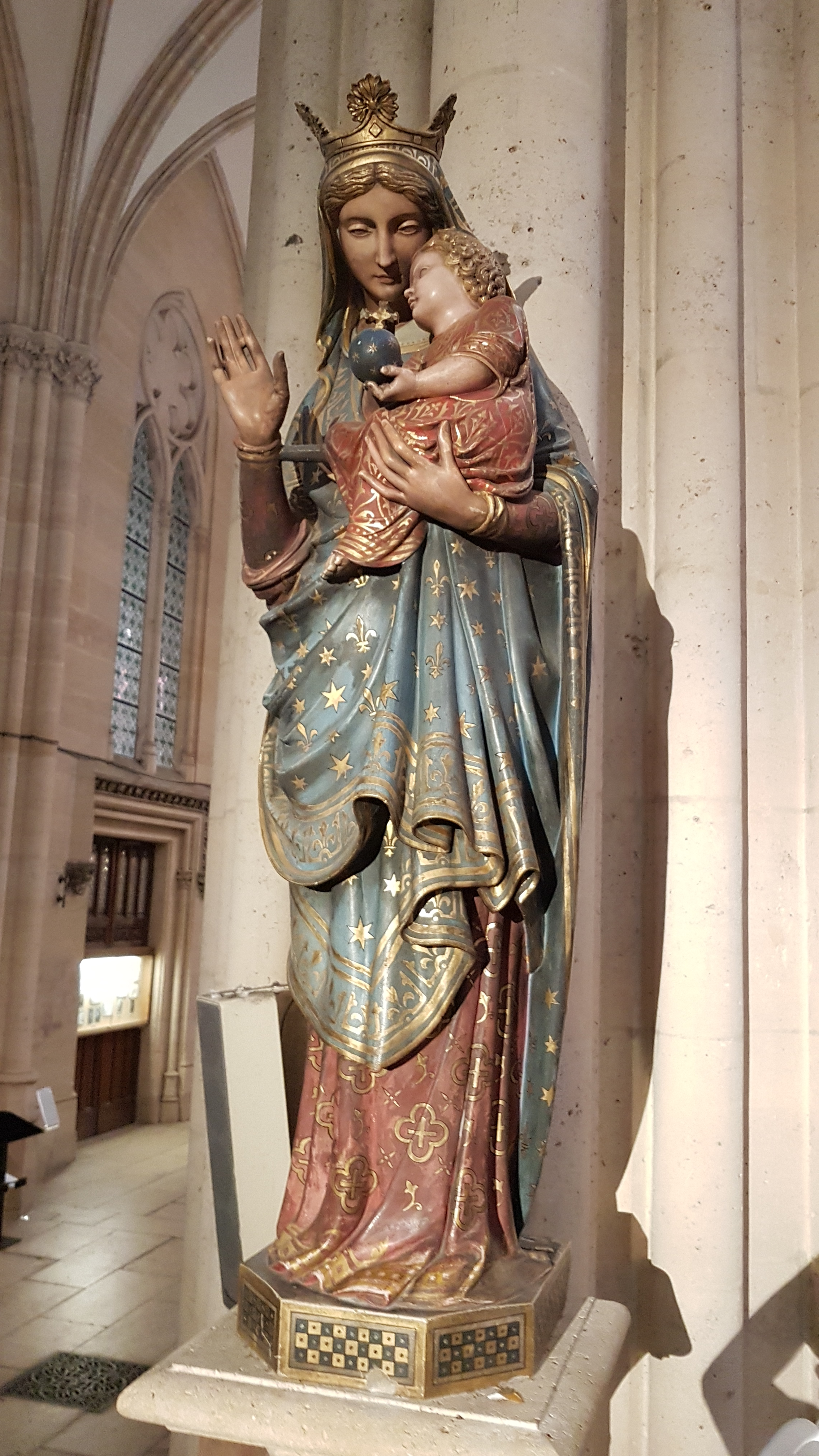
Statue de Vierge à l'Enfant de Henry de Triqueti.
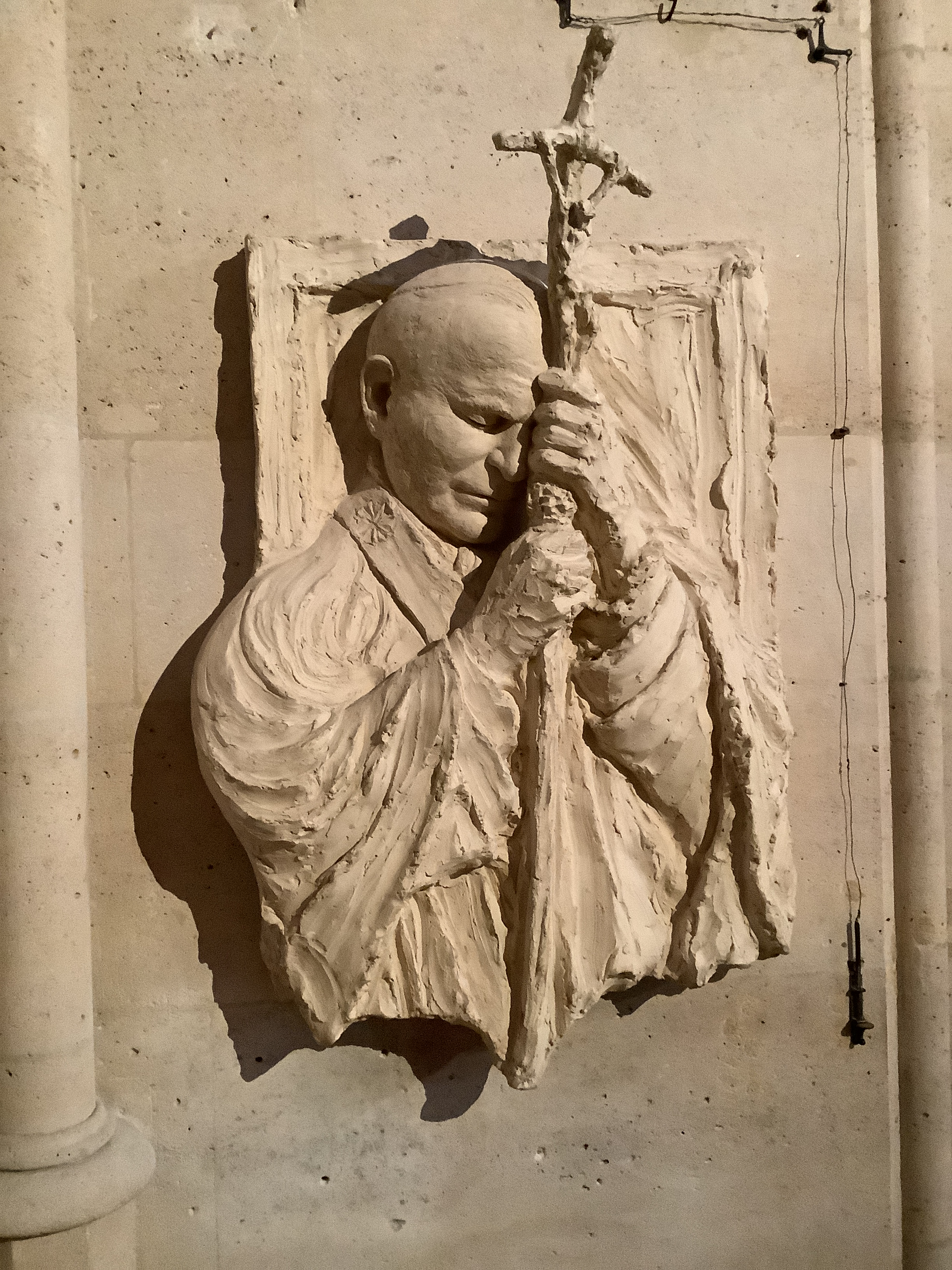
Relief de saint Jean-Paul II par Jean-Marc de Pas.

Chemin de Croix
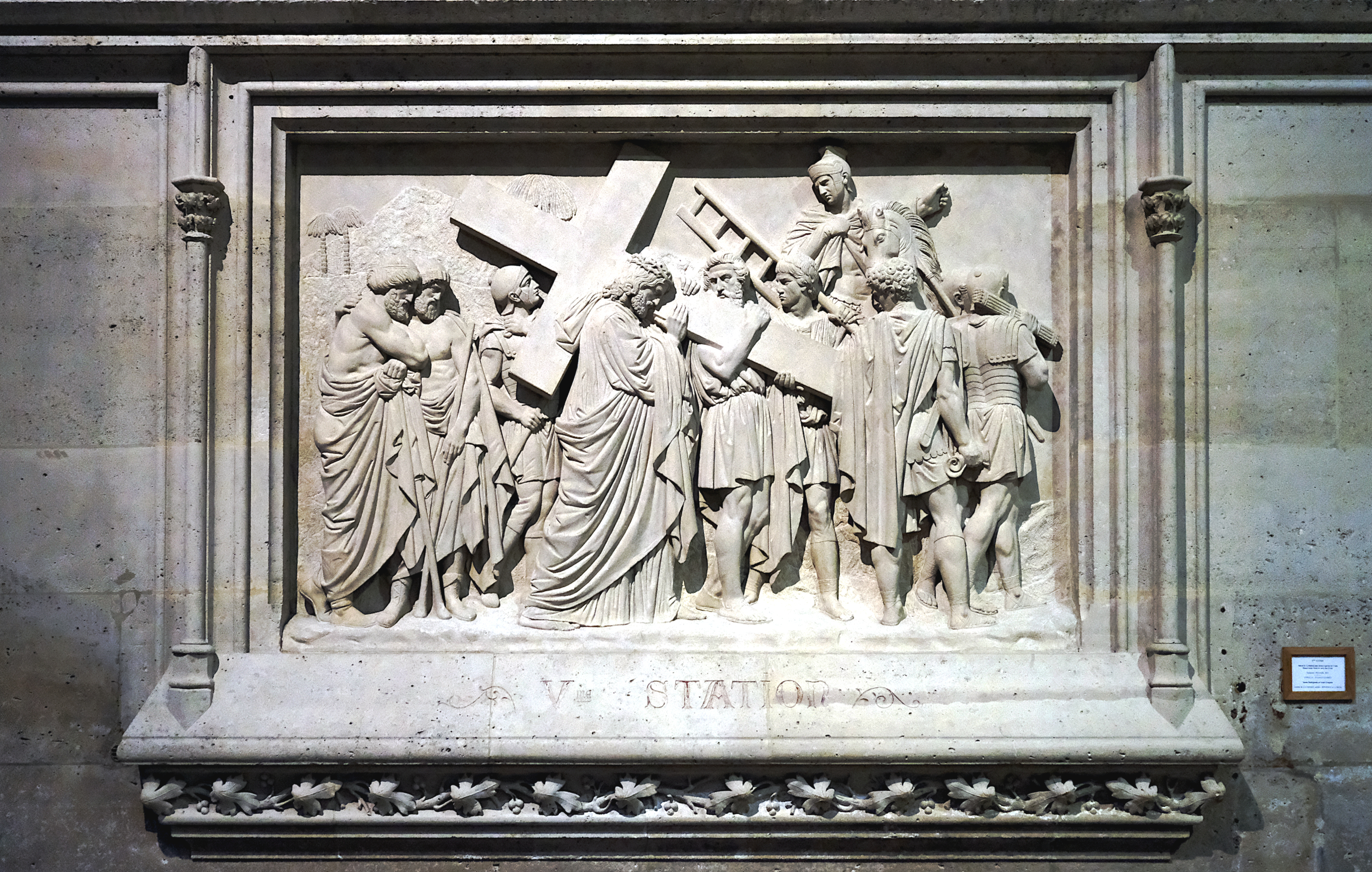
La 5e station du Chemin de croix (Simon aide Jésus à porter la Croix).

## Les orgues
Le compositeur liégeois César Franck est l'organiste de la basilique, présidant sur les orgues célèbres de Cavaillé-Coll de 46 jeux installées en 1859. Une statue le représentant est exposée dans le square du parvis. Cet orgue est restauré et augmenté en 1933, puis de nouveau en 1962 par Beuchet-Debierre. Il est encore restauré et agrandi par Jacques Barberis en 1983 et enfin par Bernard Dargassies en 2005. Cette dernière version comporte 71 jeux.
Après lui, de célèbres organistes et compositeurs s'y sont succédé. La liste des titulaires de ces orgues est :
- César Franck : 1859–1890 ;
- Gabriel Pierné : 1890–1898 ;
- Charles Tournemire : 1898–1939 ;
- Ermend-Bonnal : 1942–1944 ;
- Jean Langlais : 1945–1987 ;
- Jacques Taddei et Pierre Cogen : 1987–1993 ;
- Jacques Taddei : 1993–2012 ;
- Olivier Penin : 2012–présent.

Alexandre Georges y a aussi travaillé.

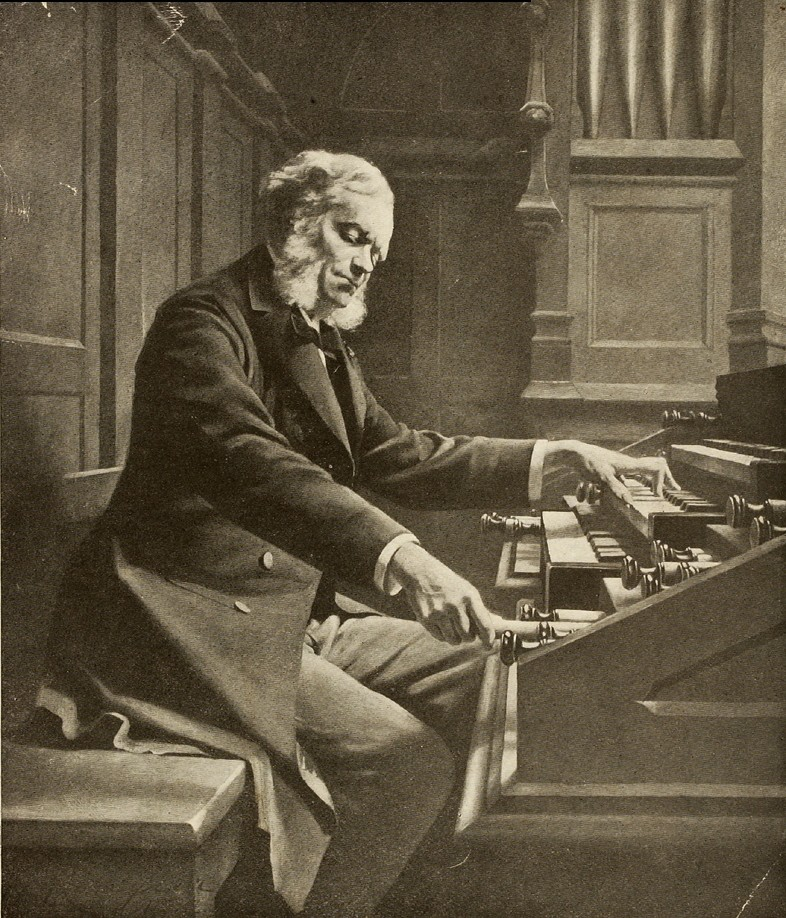
Jeanne Rongier, portrait de César Franck à l'orgue de Sainte-Clotilde (1888).
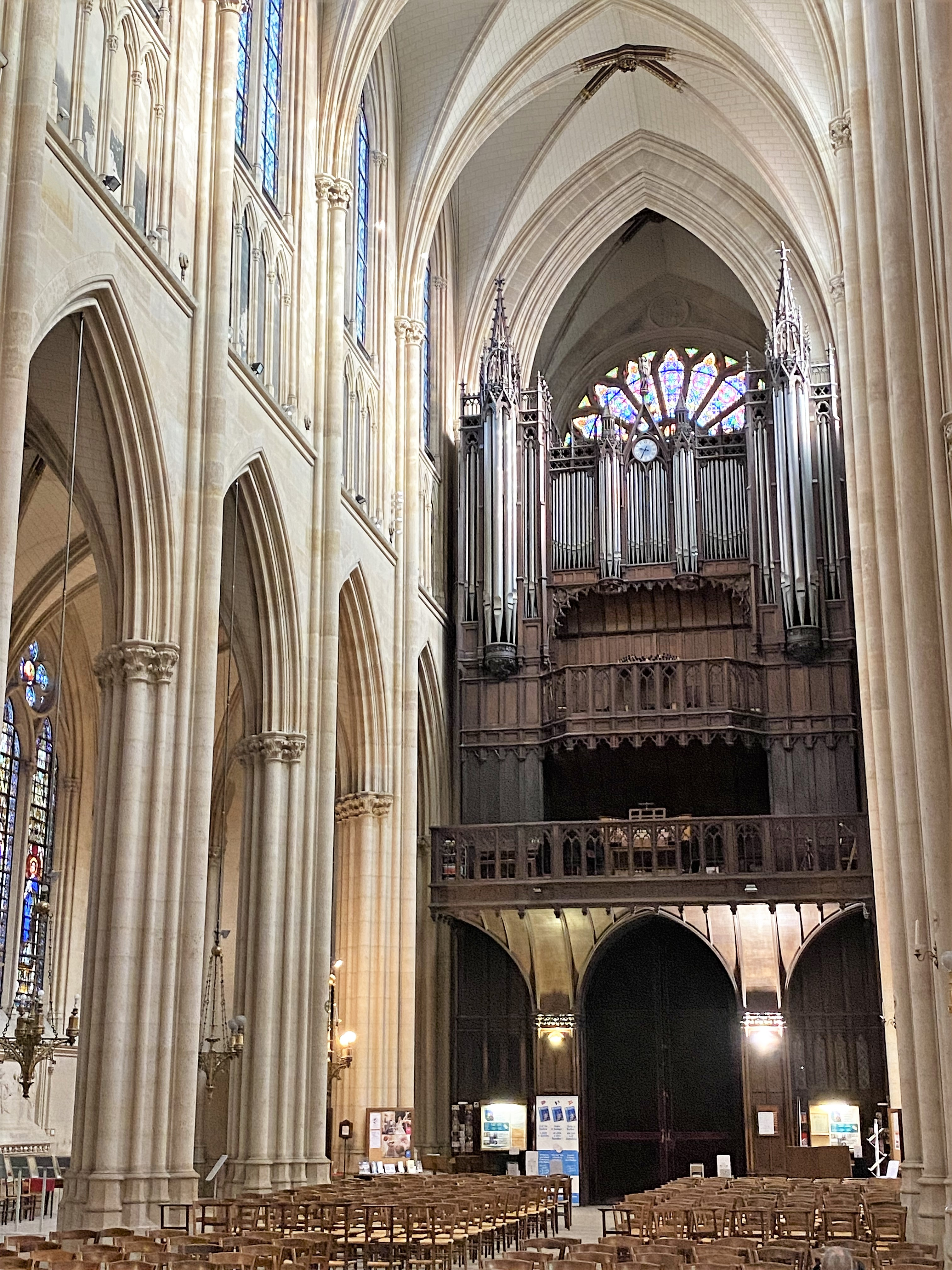
Le grand orgue.
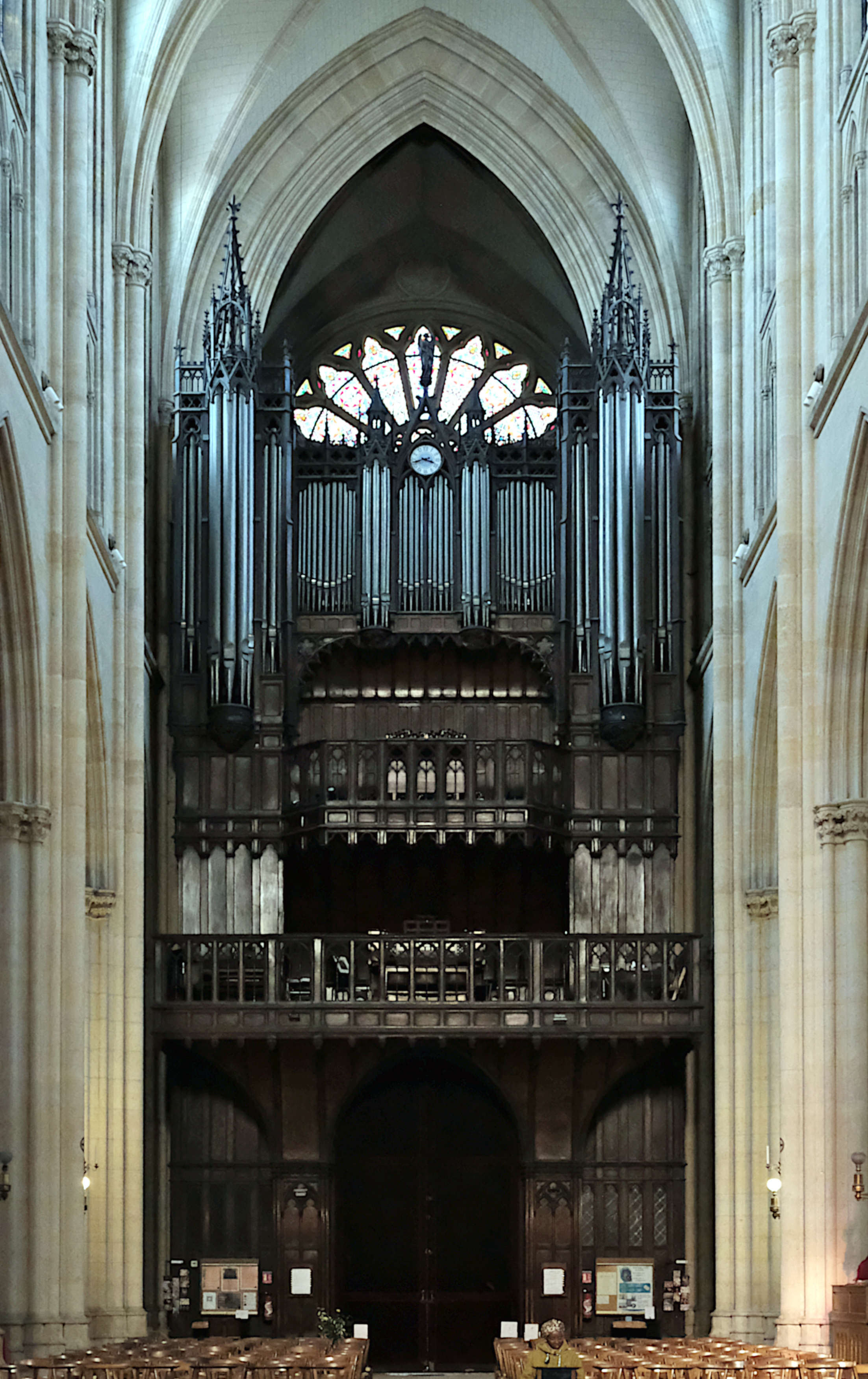
Vue plus détaillée.
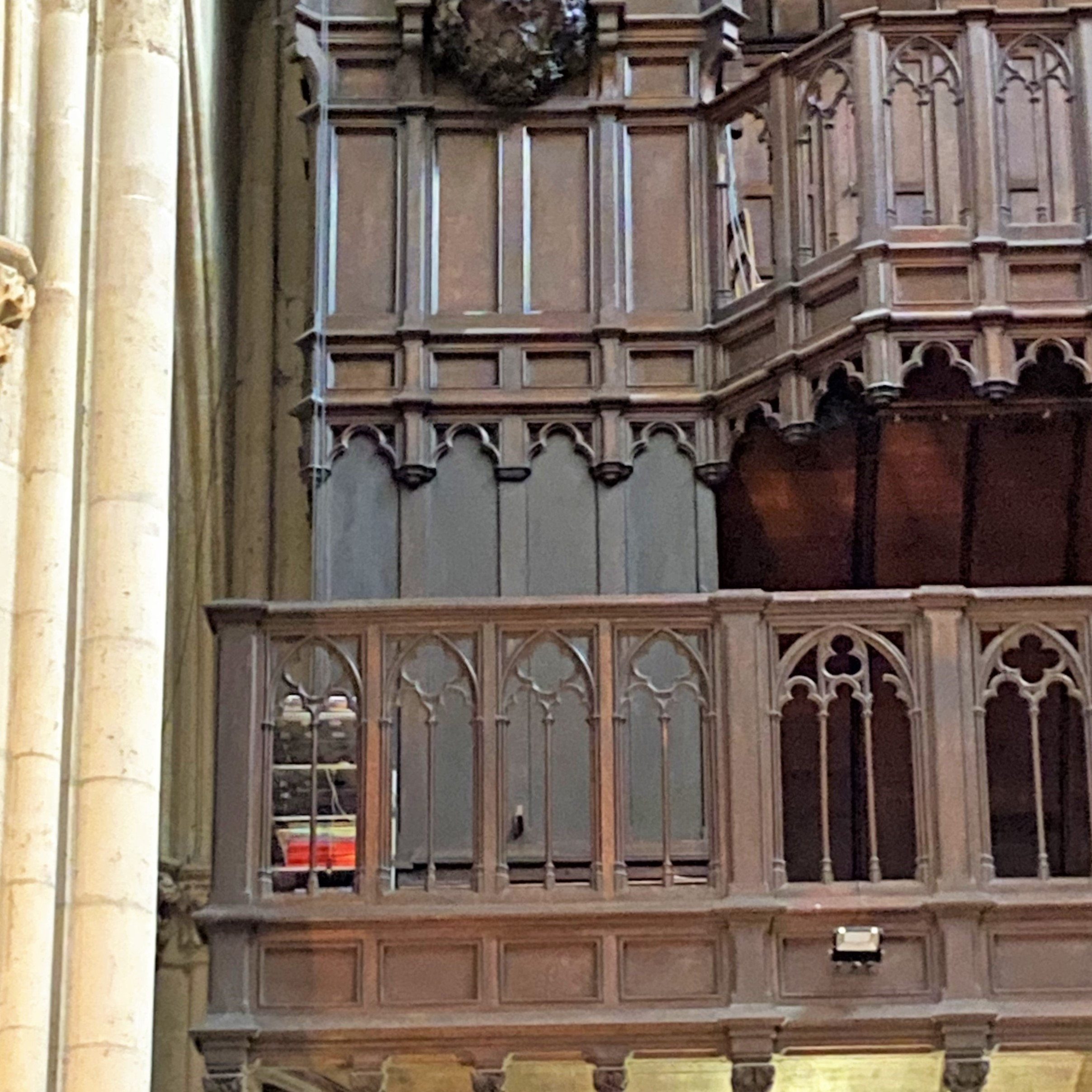
L'orgue d'accompagnement intégré dans le buffet du Grand orgue.

## Personnalités et événements à la basilique

### Personnalités
- Arthur Mugnier, vicaire de la basilique de 1888 à 1909.

### Obsèques
- Charles de Flahaut (1785–1870), le 5 septembre 1870 ;
- Gustave Doré (1832–1883), peintre et illustrateur ;
- Gaston Bergery (1892–1974), en 1974 ;
- René de Chambrun (1906–2002), le 24 mai 2002 ;
- Philippe Noiret (1930–2006), le 27 novembre 2006 ;
- Jean Giraud (1938–2012), le 15 mars 2012 ;
- Thierry Roland (1937–2012), journaliste sportif français, le 21 juin 2012 ;
- Lucien Vochel (1919–2018), ancien préfet, le 24 mars 2018 ;
- Jean-Pierre Pernaut (1950–2022), journaliste, le 9 mars 2022[12].

### Mariages
- René de Chambrun épouse Josée Laval, fille de Pierre Laval et de Marguerite Claussat, le 19 août 1935[13] ;
- Jacques Chirac épouse Bernadette Chodron de Courcel, le 16 mars 1956[14].

### Baptêmes
- Gaston d'Orléans (né à Paris en 2009), fils de Jean d'Orléans, baptisé le 8 décembre 2009 à la basilique Saint-Clotilde par le père Matthieu Rougé.

## Pour approfondir